# Miguel Romera-Navarro
Miguel Romera-Navarro  (* 29 de septiembre de 1885 en Almería - † 3 de mayo de 1954 en (Austin, Texas) fue un filólogo hispánico e historiador que desarrolló su carrera en la primera mitad del siglo XX, fundamentalmente en la Universidad de Pensilvania, en Filadelfia, EE. UU.
Sus obras principales incluyen una Historia de España (publicada en 1923) y una Historia de la literatura española (de 1928). Además, publicó varios escritos sobre feminismo (Ensayo de una filosofía feminista (Refutación a Moebius), de 1909, y Feminismo jurídico: derechos civiles de la mujer: Delincuencia femenina, sus derechos políticos, 1910) y sobre la relación entre España y América: El hispanismo en Norte América: exposición y crítica de su aspecto literario, de 1917, y América Española (1918).
A partir de los años 30, sus investigaciones se centran primordialmente en Baltasar Gracián, sobre el cual llegó a ser uno de los máximos especialistas mundiales. Así, editó el Criticón y el Oráculo manual y arte de prudencia, realizó un estudio exhaustivo de El héroe y publicó, en 1950, sus Estudios sobre Gracián.
Pachita Tennant Mejía de Pike, quien fue amiga personal en Austin, Texas, de él y su señora Victoria (Tita, cariñosamente), nos cuenta en sus Memorias, aún inéditas, que la persona que presentó a la pareja fue ni más ni menos que don Miguel de Unamuno. Pachita misma autoriza que se dé esta información a Wikipedia.